# Miłek szkarłatny
Miłek szkarłatny (Adonis flammea Jacq.) – gatunek rośliny należący do rodziny jaskrowatych. Rodzimy dla obszaru śródziemnomorskiego i południowo-zachodniej Azji. W Polsce jest archeofitem i rzadkim chwastem zbóż i roślin okopowych. Rośnie głównie na Wyżynie Małopolskiej.

## Morfologia

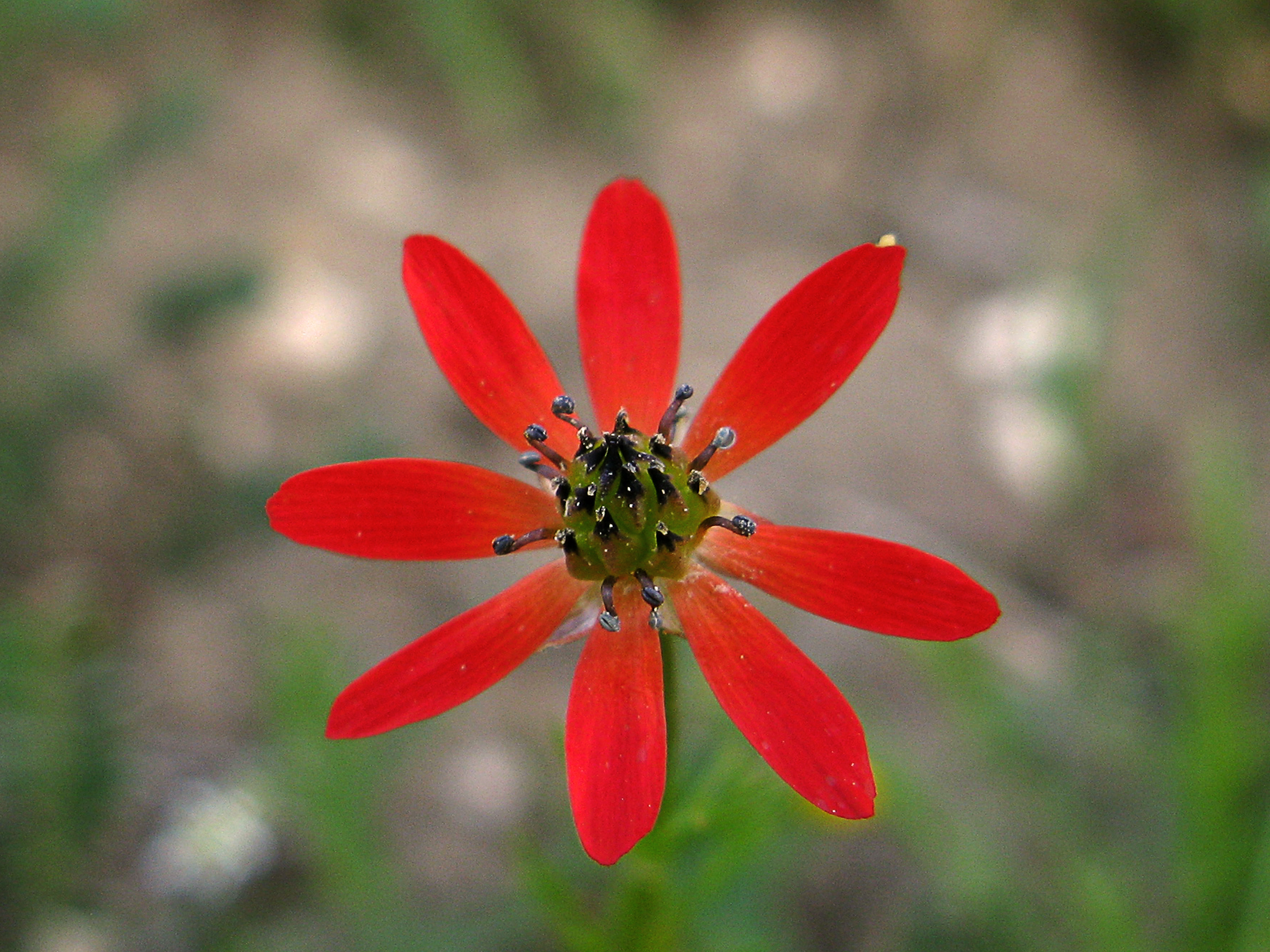
Kwiat

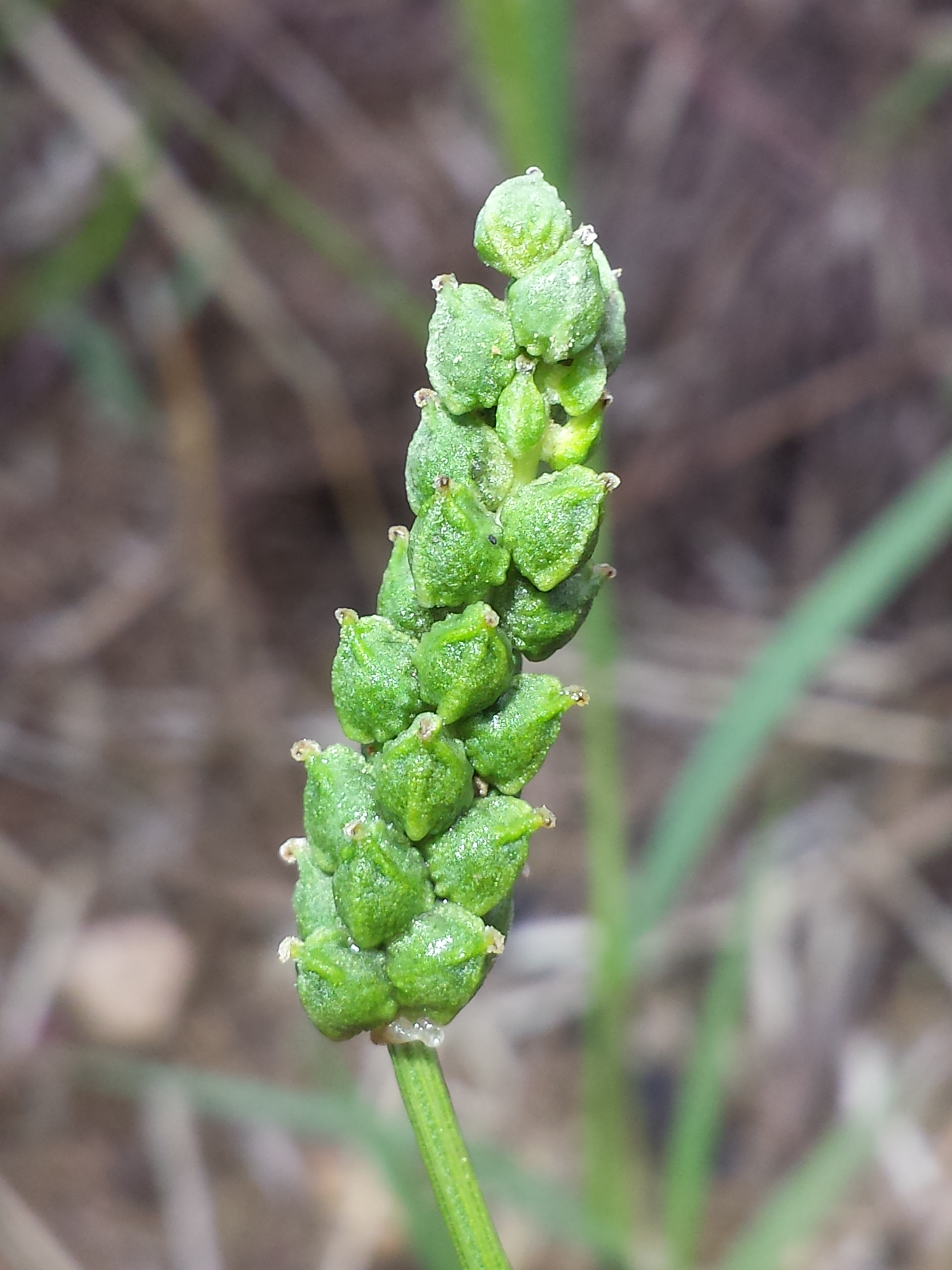
Owoc zbiorowy

ŁodygaPojedyncza, wzniesiona, o wysokości do 50 cm.
LiściePierzasto-wielodzielne, składające się z wąskich odcinków.
KwiatyJaskrawo- lub krwistoczerwone. Kielich przylegający do korony. Działki kielicha owłosione, ich długość dochodzi do połowy długości płatków korony. Koniec słupków czarny.
OwoceJednonasienne niełupki, proste, z czarnym dzióbkiem, zebrane w owoc zbiorowy.

## Biologia i ekologia
Roślina jednoroczna. Kwitnie od maja do sierpnia, roślina samopylna lub zapylana przez błonkoskrzydłe. Rośnie głównie na polach uprawnych jako chwast segetalny, szczególnie na glebach zasobnych w węglan wapnia. W klasyfikacji zbiorowisk roślinnych gatunek charakterystyczny dla Ass. Caucalido-Scandicetum.

## Zagrożenia i ochrona
W związku z udoskonaleniem metod zwalczania chwastów roślina zagrożona wyginięciem. Aby przeciwdziałać całkowitemu jego wyginięciu zakładane są specjalne ogródki chwastów. 
Kategorie zagrożenia:
- Według Czerwonej listy roślin i grzybów Polski (2006): E – wymierający, krytycznie zagrożony[5]; 2016: CR[6].
- Według Polskiej czerwonej księgi roślin: CR – krytycznie zagrożony (critical)[7].